# Товпик, Анджей
Анджей Казимеж Товпик (пол. Andrzej Kazimierz Towpik; род. 1 февраля 1939, Брест-над-Бугом, Полесское воеводство, Польская республика) — польский дипломат.

## Биография
Окончил Высшую школу заграничной службы в Варшаве в 1961 году и получил последипломное образование в Колумбийском университете в Нью-Йорке в 1964 году. Защитил звание доктора юридических наук в Ягеллонском университете в 1969 году. Работал научным сотрудником в Польском институте международных отношений в 1969—1975 годах, а затем с 1975 года в Министерстве иностранных дел.
В 1977—1981 годах был первым секретарём посольства Польши в Испании. Занимал должность заместителя директора департамента планирования в Министерстве иностранных дел в 1981—1986 годах, а затем пост советника-посланника в Польской миссии при Бюро ООН в Женеве в 1986—1990 годах. В 1990 стал директором департамента Европейских Организаций МИДа, а затем и политическим директором этого отдела.
Выступал в качестве главы польской делегации на переговорах о роспуске Организации Варшавского договора. В 1994 году руководил польской миссией на переговорах о присоединении Польши к программе «Партнёрство ради мира». В 1994—1997 годах работал государственным подсекретарём (заместителем министра) в Министерстве иностранных дел. Отвечал за политику государственной безопасности Польши. Был главой делегации на переговорах о вступлении Польши в НАТО.
В 1997 году стал послом-представителем Польши при НАТО и Западноевропейском Союзе, а в марте 1999 года первым представителем Польши в Североатлантическом совете. Занимал эти должности до 31 января 2002 года.
С 2003 по 2004 года выполнял обязанности государственного подсекретаря по вопросам оборонительной политики в Министерстве Национальной Обороны.
С 2004 по 2010 года был постоянным представителем (послом) Польской Республики при Организации Объединённых Наций в Нью-Йорке. С 2013 года глава совета программ ООН в Польше.
Член Польско-российской группы по сложным вопросам. Женат. Имеет двоих детей.

## Обвинения в «люстрационном обмане»
В 2010 году Товпик был обвинён в сотрудничестве с органами государственной безопасности Польской Народной Республики, в связи с чем, по решению, Апелляционного суда должен был заново пройти люстрацию. При этом Апелляционный суд отменил решение Окружного суда в Варшаве от 2010 года, проводившего люстрацию Товпика. Анджей заявил, что никогда не сотрудничал со спецслужбами ПНР, но был обвинён Институтом национальной памяти в сокрытии информации о добровольном сотрудничестве с органами государственной безопасности ПНР в 1980-х годах. По информации института, он числился как «оперативный контакт» и имел свой оперативный псевдоним «Спокойный». По мнению института, Товпик выполнял задания органов госбезопасности, направленные против НАТО. По данным документов ИНП, сотрудничество «Спокойного» с госбезопасностью продолжалось с момента учёбы до 1981 года, а затем с 1983 года до января 1990 года. На основе документов ИНП, Люстрационное бюро в Варшаве открыло в отношении Товпика расследование по факту «люстрационного обмана», обвиняя его в сокрытии этой информации при прохождении люстрации. При этом адвокат Товпика, Чеслав Яворский, заявил что в документах нет ни одного обязательства сотрудничества, донесения или отчёта его подзащитного. Согласно законам Польши, лицо, признанное виновным в «люстрационном обмане» лишается права заниматься государственной деятельностью на срок от 3 до 10 лет. Был оправдан судом в обвинении в «люстрационном обмане».

## Награды
В 1998 году Товпик стал офицером ордена Возрождения Польши, а в 2009 году — командором этого же ордена, по словам президента Леха Качиньского, «за большую роль в присоединении Польши к НАТО». В 2002 году Анджей был удостоен эстонского ордена Белой звезды II класса.